# Synagoga w Biskupicach
Synagoga w Biskupicach – powstała przed 1860 rokiem, z którego pochodzi pierwsza o niej wzmianka. Był to budynek drewniany. Spłonął w 1921 roku. W 1926 r. na jego miejscu wybudowano nową synagogę, którą zniszczyli Niemcy w czasie II wojny światowej. Mieściła się przy rynku.